# 脈衝星行星

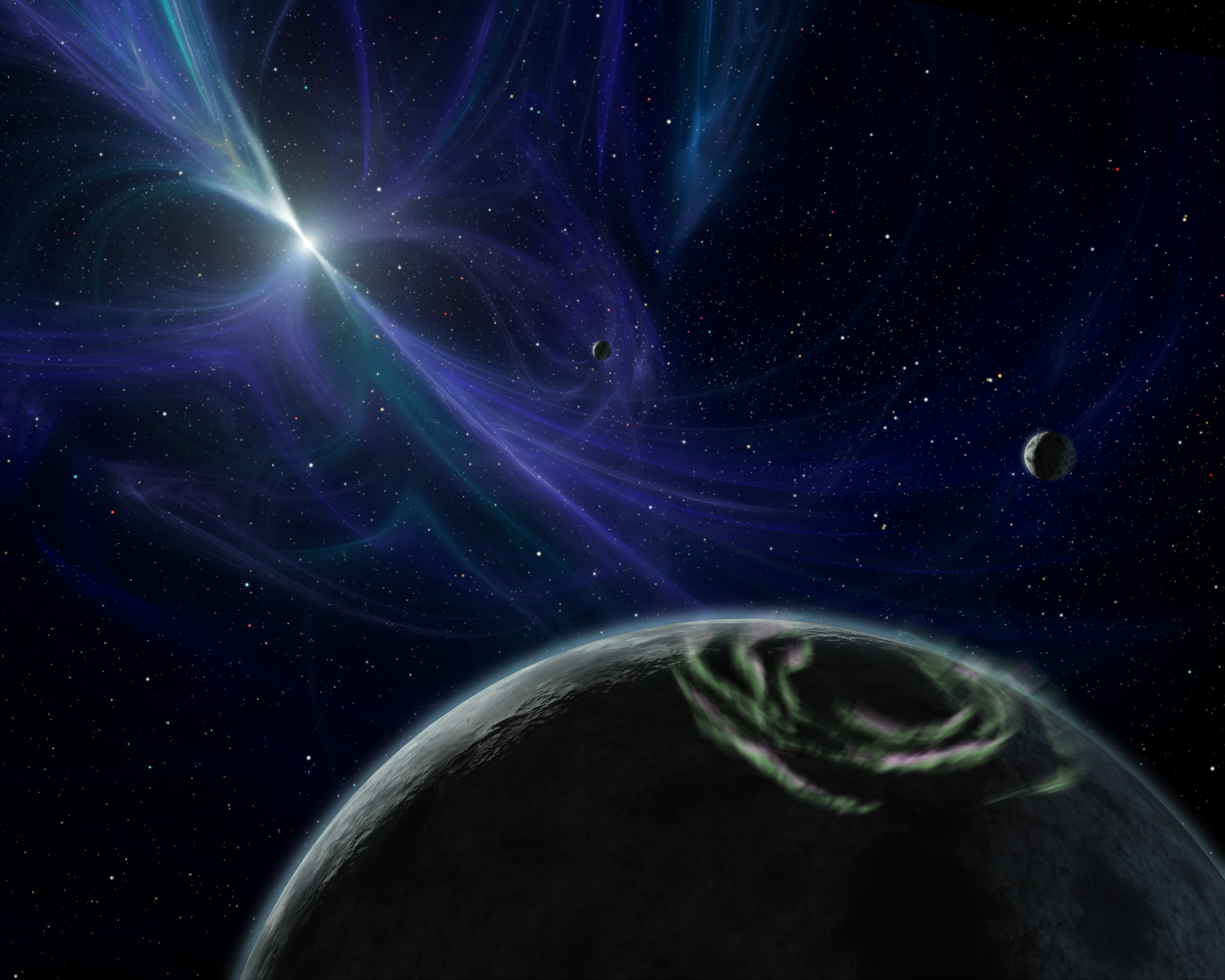
畫家筆下的PSR B1257+12脈衝星行星系統想像圖

脈衝星行星（英語：Pulsar planet）是圍繞脈衝星公轉的行星，而脈衝星即高速自轉的中子星。首個被發現的脈衝星行星即為首個被發現的系外行星。

## 發現
脈衝星的行星通常以脈衝計時來傾測，因脈衝星的自轉速度幾乎不變，因此人們透過精密的儀器來偵測脈衝的變化，較易便可推斷到該脈衝星是否有行星存在，並可透過變化的出現計算行星公轉週期。首顆被發現有行星的脈衝星為一顆毫秒脈衝星。因為其環繞的恆星獨特性，所以是最早被發現的太陽系外行星。
於1991年，英國物理學家安德魯·萊恩宣佈他發現了一個環繞著脈衝星PSR 1829-10公轉的行星。但是，他後來收回了此宣佈，令到最早被發現的脈衝星行星仍然是PSR B1257+12的行星。
於1992年，天文學家亞歷山大·沃爾茲森和戴爾·弗雷宣佈他們發現了脈衝星PSR 1257+12的行星系有著多個行星。他們於1983年發現PSR B1257+12號星體中有不尋常的發現，在較後的1990年確認是脈衝星，並在1992年確認其有行星。這是最早被發現的系外行星。他們隨後又利用相同的方法發現兩個質量較低的脈衝星行星。
於2000年，天文學家發現脈衝星PSR B1620-26擁有一個环联星运转行星（PSR B1620-26c），該行星环繞著脈衝星和白矮星PSR B1620-26公轉。該行星是人類至今發現最年老的行星，其年齡為126億年。
於2006年，人們於一顆距離地球13,000光年，名為4U 0142+61的脈衝星，發現一個原行星盤。發現團隊由麻省理工的Deepto Chakrabarty領導，使用史匹哲太空望遠鏡觀測。人們認為這個原行星盤由富含金屬的超新星爆發殘餘物質所組成，而這顆脈衝星據估計於距今10萬前發生超新星爆發。除此之外，不少與太陽相似的恆星也擁有與這顆脈衝星類似的原行星盤，因此這顆脈衝星的原行星盤或會形成新的行星。受到脈衝星釋放的強大電磁輻射影響，這些新行星也不可能出現生命。
於2011年，天文學家宣佈他們發現了一個環繞著脈衝星PSR J1719-1438公轉的恆星剩餘核心。該恆星因恆星蒸發而變成現在的模樣。該核心的密度比水大23倍，直徑為55,000公里，質量和木星相若，公轉周期為2小時10分鐘，半長軸為600,000公里。這個核心很可能是一個白矮星的鑽石核心，質量約為1031克拉。

## 行星列表

### 已確認的行星
| 脈衝星       | 行星編號       | 質量         |
| ------------ | -------------- | ------------ |
| PSR B1620-26 | PSR B1620-26c  | 木星2.5倍    |
| PSR B1257+12 | PSR B1257+12 A | 地球0.020倍  |
| PSR B1257+12 | PSR B1257+12 B | 地球4.3倍    |
| PSR B1257+12 | PSR B1257+12 C | 地球3.90倍   |
| PSR B1257+12 | PSR B1257+12 D | 地球0.0004倍 |

### 候選行星
| 脈衝星         | 行星編號         | 質量      | 半長軸 （AU） | 軌道週期        | 宣布日期      |
| -------------- | ---------------- | --------- | ------------- | --------------- | ------------- |
| PSR J1719-1438 | PSR J1719-1438 b | 約木星1倍 | 0.0004        | 2.176951032小時 | 2011年8月25日 |

### 懷疑存在的行星
| 脈衝星       | 行星編號       | 質量      |
| ------------ | -------------- | --------- |
| Geminga      | Geminga b      | 地球1.7倍 |
| PSR B0329+54 | PSR B0329+54 A | 地球0.3倍 |
| PSR B0329+54 | PSR B0329+54 B | 地球2.2倍 |
| PSR B1828-10 | PSR B1828-10 A | 地球3倍   |
| PSR B1828-10 | PSR B1828-10 B | 地球12倍  |
| PSR B1828-10 | PSR B1828-10 C | 地球8倍   |

### 原行星盤
| 脈衝星     | 原行星盤             |
| ---------- | -------------------- |
| 4U 0142+61 | 4U 0142+61的原行星盤 |